# Andrea Reghin
Andrea Reghin (* 11. Mai 1994 in Feltre) ist ein italienischer Grasskiläufer. Er gehört dem Kader des Italienischen Wintersportverbandes (FISI) an und startet seit 2009 im Weltcup.

## Karriere
Reghins erstes FIS-Rennen war der Super-G in Wilhelmsburg am 5. Juni 2009, bei dem er als Vorletzter den 37. Platz belegte. Am folgenden Tag gab er in der Super-Kombination sein Debüt im Weltcup, schied aber im Slalomdurchgang aus. Die ersten Weltcuppunkte gewann Reghin mit Platz 22 im Slalom von Čenkovice am 4. Juli. In Marbachegg und beim Weltcupfinale in Forni di Sopra fuhr er weitere drei Mal unter die besten 30, womit er in der Saison 2009 den 56. Gesamtrang belegte. Bei der Juniorenweltmeisterschaft 2009 in Horní Lhota u Ostravy war sein bestes Resultat der 19. Platz im Riesenslalom.
In der Saison 2010 fuhr Andrea Reghin in drei Weltcuprennen unter die schnellsten 30. Sein mit Abstand bestes Resultat war der 14. Platz im Slalom von Sestriere. Im Gesamtweltcup konnte er sich trotzdem nicht verbessern und wurde 58. An der Juniorenweltmeisterschaft 2010 im iranischen Skiort Dizin nahm er nicht teil. In der Saison 2011 erzielte er bei der Juniorenweltmeisterschaft in Goldingen als jeweils Achter im Slalom und in der Kombination zwei Top-10-Ergebnisse. In Riesenslalom und Super-G fuhr er unter die schnellsten 20. Er nahm auch an der zeitgleich ausgetragenen Weltmeisterschaft der Allgemeinen Klasse teil, erzielte dabei aber als 24. in der Super-Kombination und 31. im Super-G nur Platzierungen im Schlussfeld. Im Weltcup fuhr Reghin 2011 in drei Rennen unter die schnellsten 20. Im Gesamtweltcup belegte er Platz 39. In der Saison 2012 nahm er an keinen Wettkämpfen teil.

## Erfolge

### Weltmeisterschaften
- Goldingen 2011: 24. Super-Kombination, 31. Super-G

### Juniorenweltmeisterschaften
- Horní Lhota u Ostravy 2009: 19. Riesenslalom, 24. Slalom, 28. Super-Kombination, 34. Super-G
- Goldingen 2011: 8. Slalom, 8. Kombination, 17. Riesenslalom, 20. Super-G

### Weltcup
- Vier Platzierungen unter den besten 20